# Berlin Wuhletal
Berlin Wuhletal – stacja kolejowa na linii S5 S-Bahn oraz stacja metra w Berlinie, na granicy dzielnic Biesdorf i Kaulsdorf, w okręgu administracyjnym Marzahn-Hellersdorf na linii U5. Stacja została otwarta w 1989.